# Накути, Чарльз
Чарльз Накути (англ. Charles Narkotey, род. 6 марта 1985, Гана) — ганский футболист, выступавший в чемпионате Таджикистана. Его амплуа — нападающий.

## Карьера
Начал играть в футбол в ганской команде «Католик Старс».
В 2007 году переехал в Таджикистан и на протяжении двух лет выступал за «Регар-ТадАЗ», стал первым легионером из дальнего зарубежья в истории «Регара». В 2008 году принимал участие в финальном турнире Кубка президента АФК, также в этом сезоне забил 11 голов в чемпионате страны. В обоих проведённых в «Регаре» сезонах становился чемпионом Таджикистана.
В 2009 году перешёл в душанбинский «ЦСКА-Памир», за который играл до января 2014. В последние годы выступает в качестве агента других африканских футболистов, играющих в чемпионате Таджикистана.

## Личная жизнь
Женат на таджичке. Жену зовут Азиза. Есть трое детей: Эммануэль, Тереза и Доминик.